# Trüstedtite
La trüstedtite (simbolo IMA: Trü) è un minerale molto raro del supergruppo dello spinello e in particolare dei seleniospinelli, nella cui famiglia occupa un posto nel sottogruppo della bornhardtite; appartiene alla classe minerale dei "solfuri e solfosali" con composizione chimica Ni2+Ni3+2Se4, (semplificata scritta come Ni3Se4) e quindi, da un punto di vista chimico, è un seleniuro di nichel.
La trüstedtite è l'analogo del nichel della bornhardtite.
Con la polidimite (Ni2+Ni3+2S4), la trüstedtite forma cristalli misti il cui colore tende dal giallo all'oliva all'aumentare del contenuto di zolfo.

## Etimologia e storia
Il composto sintetico Ni3Se4, sebbene a simmetria monoclina, fu preparato già nel 1960 da Johannes-Erich Hiller e W. Wegener.
Come formazione minerale naturale, la trüstedtite è stata scoperta per la prima volta insieme a kullerudite, mäkinenite, sederholmite e wilkmanite in campioni di minerali provenienti dalla valle di Kitka vicino a Kuusamo nell'Ostrobotnia Settentrionale (in Finlandia) e descritta da Yrjö Vuorelainen, A. Huhma e T.A. Häkli. Hanno chiamato il minerale in onore del geologo e ingegnere minerario finlandese Otto (Alexander Paul) Trüstedt (1866-1929) per onorare il suo lavoro pionieristico nello sviluppo di metodi di prospezione, che ha portato alla scoperta dei giacimenti di "Outokumpu".
Dopo il riconoscimento della trüstedtite come specie minerale indipendente da parte dell'Associazione Mineralogica Internazionale (IMA) con un voto di oltre il 60%, la prima descrizione fu pubblicata nel 1964 sulla rivista scientifica Comptes Rendus de la Société Géologique de Finlande.
Il campione tipo della trüstedtite è conservato presso l'École nationale supérieure des mines de Paris (Francia).

## Classificazione
Nella Sistematica dei lapis (Lapis-Systematik) di Stefan Weiß al minerale è elencato nella classe dei "solfuri con il rapporto del metallo (M):zolfo (S), selenio (Se), tellurio (Te) < 1:1", dove la trüstedtite insieme a bornhardtite, cadmoindite, carrollite, cuprokalininite, daubréelite, fletcherite, florensovite, greigite, indite, kalininite, linnaeite, polidimite, siegenite, tyrrellite e violarite forma il "gruppo della linnaeite" con il numero di sistema II/D.01.
La nona edizione della sistematica minerale di Strunz, che è stata aggiornata dall'IMA fino al 2009, elenca la trüstedtite nella classe "2. Solfuri e solfosali (solfuri, seleniuri, tellururi; arseniuri, antimoniuri, bismuturi; solfoarseniuri, solfoantimonuri, solfobismuturi, ecc.)" e nella sottoclasse "2.D Solfuri metallici, M:S = 3:4 e 2:3"; questa viene ulteriormente suddivisa in base al rapporto metallo/zolfo presente nel minerale, in modo da trovare la trüstedtite nella sezione "2.DA M:S = 3:4" dove insieme a bornhardtite, cadmoindite, carrollite, cuproiridsite, cuprokalininite, cuprorhodsite, daubréelite, ferrorhodsite, fletcherite, florensovite, greigite, indite, kalininite, linnaeite, malanite, polidimite, siegenite, tyrrellite, violarite e xingzhongite con il sistema nº 2.DA.05.
Tale classificazione viene mantenuta anche nell'edizione successiva, proseguita dal database "mindat.org" e chiamata Classificazione Strunz-mindat, dove la trüstedtite, oltre ai già citati minerali, si trova anche insieme a berndlehmannite, joegoldsteinite, nickeltyrrellite e shiranuiite.
Nella classificazione dei minerali secondo Dana, che viene utilizzata principalmente nel mondo anglosassone, la trüstedtite si trova nella classe dei "solfuri e solfosali" e nella sottoclasse dei "minerali solfuro". Qui si trova nel "gruppo della linnaeite (Isometrico: Fd3m)" con il numero di sistema 02.10.01 all'interno della suddivisione dei "solfuri – inclusi seleniuri e telluridi – con la composizione AmBnXp, con (m+n):p = 3:4".

## Chimica
Il composto Ni2+Ni3+2Se4 richiede il 35,79% di nichel (Ni) e il 64,21% di selenio (Se).
Tuttavia, l'analisi dei campioni provenienti dalla Finlandia ha mostrato una composizione leggermente diversa del 29,5% di nichel, del 6,4% di cobalto e del 64,1% di selenio, nonché tracce di rame e zolfo, che corrisponde alla composizione semplificata (Ni,Co)3Se4.

## Abito cristallino
La trüstedtite cristallizza nel sistema cubico nel gruppo spaziale Fd3m (gruppo nº 227) con la struttura dello spinello. Il cristallo misto naturale ha il parametro reticolare a = 9,94 Å, oltre ad avere 8 unità di formula per cella unitaria.

## Proprietà chimico-fisiche
La durezza Mohs della trüstedtite è ≈ 2,5. A causa della quantità insufficiente di materiale, non è stato ancora possibile misurare la densità del minerale, ma solo calcolata sulla base della struttura cristallina e ammonta a 6,62 g/cm³.

## Modificazioni e varietà
Il composto Ni3Se4 è dimorfico e si presenta in natura come wilkmanite (che cristallizza nel sistema monoclino) in aggiunta alla trüstedtite (cubica).

## Origine e giacitura
Nella sua località tipo, la valle di Kitka in Finlandia, la trüstedtite è stata rinvenuta in vene di calcite contenenti uranio nella soglia di una formazione di scisto costituita da albite-diabase. I minerali di accompagnamento sono clausthalite, kullerudite, mäkinenite, sederholmite (anche β-NiSe), wilkmanite e penroseite.
Nel giacimento di oro-selenio di Qiongmo nella contea di Zoigê nel nord della provincia cinese del Sichuan, il minerale si trovava non solo nell'oro nativo, ma anche in associazione con famatinite, gersdorffite e stibnite contenente selenio, nonché con antimonselite, barite, quarzo e tiemannite.
L'unico sito noto in Germania è l'ex area mineraria di Tilkerode (ad Abberode) nel circondario di Mansfeld-Harz Meridionale in Sassonia-Anhalt. Fino al 1865, il minerale di ferro veniva estratto principalmente in numerose gallerie, pozzi, discariche e piccole cave. Dal 1825 in poi si riconobbe anche che i minerali contenevano notevoli quantità di oro e selenio.
Inoltre, solo una piccola calcite con mineralizzazione di oro e palladio vicino a Torquay nel Devon, nota come "Hope's Nose", è stata documentata come sito per la trüstedtite.

## Forma in cui si presenta in natura
La trüstedtite è stata rilevata solo dalla microscopia minerale come inclusioni di minuscoli cristalli idiomorfi nella clausthalite. Il minerale è opaco e appare giallo ottone con una lucentezza metallica al microscopio a luce riflessa.